# Каплиця (Поморське воєводство)
Капли́ця (пол. Kaplica, нім. Kapellenhütte) — село в Польщі, у гміні Сомоніно Картузького повіту Поморського воєводства.
Населення — 276 осіб (2011).
У 1975—1998 роках село належало до Гданського воєводства.

## Демографія
Демографічна структура станом на 31 березня 2011 року:
|          | Загалом | Допрацездатний вік | Працездатний вік | Постпрацездатний вік |
| -------- | ------- | ------------------ | ---------------- | -------------------- |
| Чоловіки | 147     | 40                 | 98               | 9                    |
| Жінки    | 129     | 36                 | 74               | 19                   |
| Разом    | 276     | 76                 | 172              | 28                   |